# Земунска гимназија
Земунска гимназија је једна од 17 београдских гимназија, која се налази у Градском парку у градској општини Земун.

## Историјат

### Оснивање
Основана је 23. септембра 1858. године, као једанаеста гимназија на територији данашње Србије, после гимназија у Сремским Карловцима (1792), Суботици (1795), Новом Саду (1810), Крагујевцу (1833), Зајечару (1837), Чачку (1837), Шапцу (1837), Ужицу (1839), Београду (1839) и Зрењанину (1846). Треба напоменути да Земун тада није био у Србији, већ у Аустроугарској. Гимназија је основана указом ђаковачког бискупа Јосипа Јураја Штросмајера. Прве године рада имала је 21 ученика и један разред. Због утицаја Штросмајера, каснијег ватиканског концила, на бечки двор, а пошто се сматрало да Срби са Великим војводством представљају превелику опасност за државу, поготово због своје економске независности, већина градова имала је још одавно откупљену слободу од круне, а нарочито после револуције 1848. године када се јавило велико незадовољство међу Србима јер им није дат њихови део царства, наиме бечки двор не би ли лакше угушио побуну коју су изазвали Мађари обећавао је Србима тројну монархију ако се буду борили на страни Беча, како су Срби се све више окретали тадашњој кнежевини Србији, а сремска жупанија није била у саставу Великог војводства, тј. Војводства Србије и тамишког Баната, то су аустроугарске власти покушале да изврше покатоличење становништва тако што не би смели да свој језик називају српским него хрватским, тако је званични језик школе поред немачког, био и хрватски. Од 1872. године Земунска гимназија има сва четири разреда.

### Први светски рат
Током Првог светског рата Земунска гимназија је имала проблема са нормалним радом. Наиме у згради гимназије био је смештен гарнизон аустроугарске војске, јер оближња касарна, која се и данас налази у близини гимназије у парку, није била довољна за потребе рата. До 1925. године рад у гимназији је доведен у ред. Те године је Земунска гимназија по први пут отворена и за девојке. Треба напоменути да се гимназија до 1958. године састојала од мушке и женске гимназије. Мушка гимназија се налазила на земунској пијаци, на углу Господске улице и Великог трга, поред жупне цркве, у данашњој згради ОУП-а Земун, док се женска гимназија налазила у Градском парку, тада познатијем као Елизабет парк, који је добио име по убијеној царици Елизабети званој Сиси, у згради где се данас налази Земунска гимназија. Женска гимназија, иначе познатија под називом Велика реалка, дозидана је 1916. године и делила је зграду са Женском трговачком академијом. Занимљиво је да је 1900. године само један ученик матурирао.

### Ново доба
Гимназија у данашњем облику ради од 1958. године и настала је спајањем две гимназије, мушке и женске. Земунска гимназија је данас највећа гимназија у Србији, коју похађа око 1.300 ученика распоређених у 45 одељења у четири смера: природно-математички, друштвено-језички, смер за надарене за физику и смер за надарене за рачунарство и информатику.
Након комплетне реконструкције обављене од фебруара 2020. до октобра 2021. године, Земунска гимназија се сматра најмодерније опремљеном школом у Србији.

## Окружење
Школа се налази у Градском парку у Земуну, између зграда основне школе Мајка Југовића, иначе основне школе Бранка Радичевића и једне од најстаријих школа у Београду, и Пољопривредног факултета, где иначе по традицији у амфитеатру матуранти полажу матурски испит. У непосредној близини је и спортски центар Пинки, као и основна и Средња музичка школа „Коста Манојловић“, православни манастир Св. Архангела Гаврила, католичка црква Св. Рока, фрањевачка црква. У непосредној близини су и основне школе Светозар Милетић и Мајка Југовића, Дом ваздухопловства, Земунска болница и самостан сестара милосрдница.

## Архитектура
Првобитни део данашње зграде саграђен је 1879, а изградио ју је загребачки архитекта Никола Колар на простору некадашњег контумца, непосредно пошто је земљиште прешло из војног у магистратско власништво. Има подрум, приземље и два спрата. Конципирана је репрезентативно и монументално, а обликована је у стилу неоренесансе. Главна фасада са плитким средишњим ризалитом посебно је наглашена. Фасаде су подељене у три појаса, од којих је најнижи од масивних квадера, средњи мирнији, а виши наглашен пластиком. Зграда је једнотрактног система са ходницима према дворишту и учионицама према парку. Сви принципи историцистичке архитектуре, како у композицији, тако и у декорацији, доследно су примењени у просторним и површинским шемама зграде.
Зграда Велике реалке представља најбољи примерак свог стила у Старом језгру Земуна и сведочи о достигнутом високом степену развоја земунског школства.

### Зграда гимназије из 1916. године
У Грађевинском одсеку Земаљске владе израђени су 1912. године планови за проширење и доградњу Земунске гимназије и с њом здружене Трговачке академије. Планови су сигнирани са В. Р. Концепт плана је био да се затвори грађевински блок, што је и учињено довршетком нове зграде 1916. године.
Радови су изведени под надзором инж. Симе Игњатића, а изводио их је зидарски и тесарски мајстор Мијо Матиас из Осијека. Инвеститор зграде била је Краљ. котарске области из Земуна. Занимљиво је да комисија која је у Земуну примила пројекте није била сагласна да се нова зграда изведе у модерном стилу, већ је тражила да се стилски повеже са старијом зградом «у ренесансном слогу». Зграда је обликована у постсецесионистичком духу, са сведеном декорацијом, тако да су примарни архитектонски елементи – масе, нарочито кровне, формирали општу просторну композицију објекта. Мансардни кровови и велики прозорски отвори примењени на овој згради значили су уношење нових елемената у архитектуру Старог језгра Земуна. Унутрашњи распоред у једнотрактном систему понавља диспозицију старије зграде, али су општи програм и садржај знатно савременији. Зграда представља једно од првих изразитих модерних архитектонских дела Старог језгра Земуна.
Обе зграде Земунске гимназије представљају сведочанство развоја градитељства, школства и просвете у Земуну током два века и заштићене су као јединствен споменички комплекс.
У последње време извршена је реконструкција фасаде старог дела зграде Земунске Гимназије а такође је завршено и декоративно осветљење.
Реконструкција зграде гимназије најављена је октобра 2018, а завршена је октобра 2021. године.

## Задужбинари
Многе земунске породице и угледни људи су од оснивања гимназије били донатори и спонзори. Једна од можда најупечатљивијих је и донација породице Алексић, који су донирали гимназији новац и опремили читаоницу и библиотеку. Нажалост повод је била трагична смрт њихове кћерке Јованкице рођ. Алексић Дроњак, иначе бивше ученице гимназије, која је погинула у тешкој саобраћајној несрећи, и која је касније сахрањена у гробници-капели на земунском гробљу. О овоме сведоче и месингани медаљони са њеним ликом и посветом који се налазе на свим вратима библиотекарских полица у читаоници гимназије.
Иначе гимназија сваке године организује сусрет генерација, којој увек присуствују и неки од познатијих бивших ученика гимназије, а чији је циљ прикупљање средстава за потребе гимназије.

## Бивши ученици
У Земунској гимназији матурирали су: Сава Шумановић, Давид Албахари, Ђорђе Давид, Ивана Павловић, Предраг Кораксић Коракс, Горан Паскаљевић, Александар Саша Локнер, чија је мајка била дугогодишњи професор у гимназији, такође ту су и политичари од којих су, из млађе генерације, најпознатији Млађан Динкић и Александар Вучић и друге познате личности. Земунску гимназију похађала је певачица Јелена Карлеуша.
Најцитиранији научник српског порекла Гордана Вуњак-Новаковић, професорка Колумбија универзитета је била бивши ђак Земунске гимназије.
Међу професорима ове школе био је Василије Винце Вујић.

## Галерија
- Апел земунског магистрата на финансирање оснивања гимназије, из 1856. године
- Поглед на главни улаз
- Фасада из Немањине улице
- Фасада ка земунском парку
- Земунска гимназија ноћу
- Декоративно осветљење зграде
- Бочна фасада која гледа ка КСЦ Пинки
- Врата главног улаза у Земунску гимназију
- Ходник код главног улаза
- У спомен народном хероју Нади Димић и другим учесницима Народноослободилачке борбе
- Спомен плоча погинулима у НОБ у ходнику код главног улаза